# 底下还大有可为
底下还大有可为（There's Plenty of Room at the Bottom）是1959年12月29日，物理学家理查德·費曼在加州理工學院举行的美國物理學會年度会议上发表的演讲。最初这个演讲没有引起太大注意。然而自1990 年代以來這一演講的價值被人重新發現，這一演講中的很多內容涉及到納米技術的基礎。